# Pietro Fittipaldi
Pietro Fittipaldi da Cruz (Miami, Florida, 25 de juny del 1996) és un pilot automobilístic nord americà-brasiler que actualment fa part de la Fórmula 1 com a pilot de proves per l'escuderia Haas F1 Team. El pilot competeix en diverses categories, com la Stock Car Brasilera i la IndyCar Sèries.
Pietro és net d'Emerson Fittipaldi, bicampió del món de Fórmula 1, nebot del expilot Christian Fittipaldi i germà gran d'Enzo Fittipaldi, que competeix a la Fórmula 2.

## Trajectòria

### Kàrting
Pietro es va incorporar al Kart quan tenia vuit anys al seu país natal, i on va disputar diversos campionats, tot i no guanyar cap competició, el jove pilot va agafar experiència segons el nivell de competicions. La seva carrera de kàrting va durar fins al 2009.

### NASCAR Whelen All-American Series
En 2011 va iniciar en els cotxes competint a la Nascar All-American Series, on en el seu primer any va ser campió, amb 4 victòries i l'any següent acaba en la cinquena posició amb una victòria.

### Monoplaçes

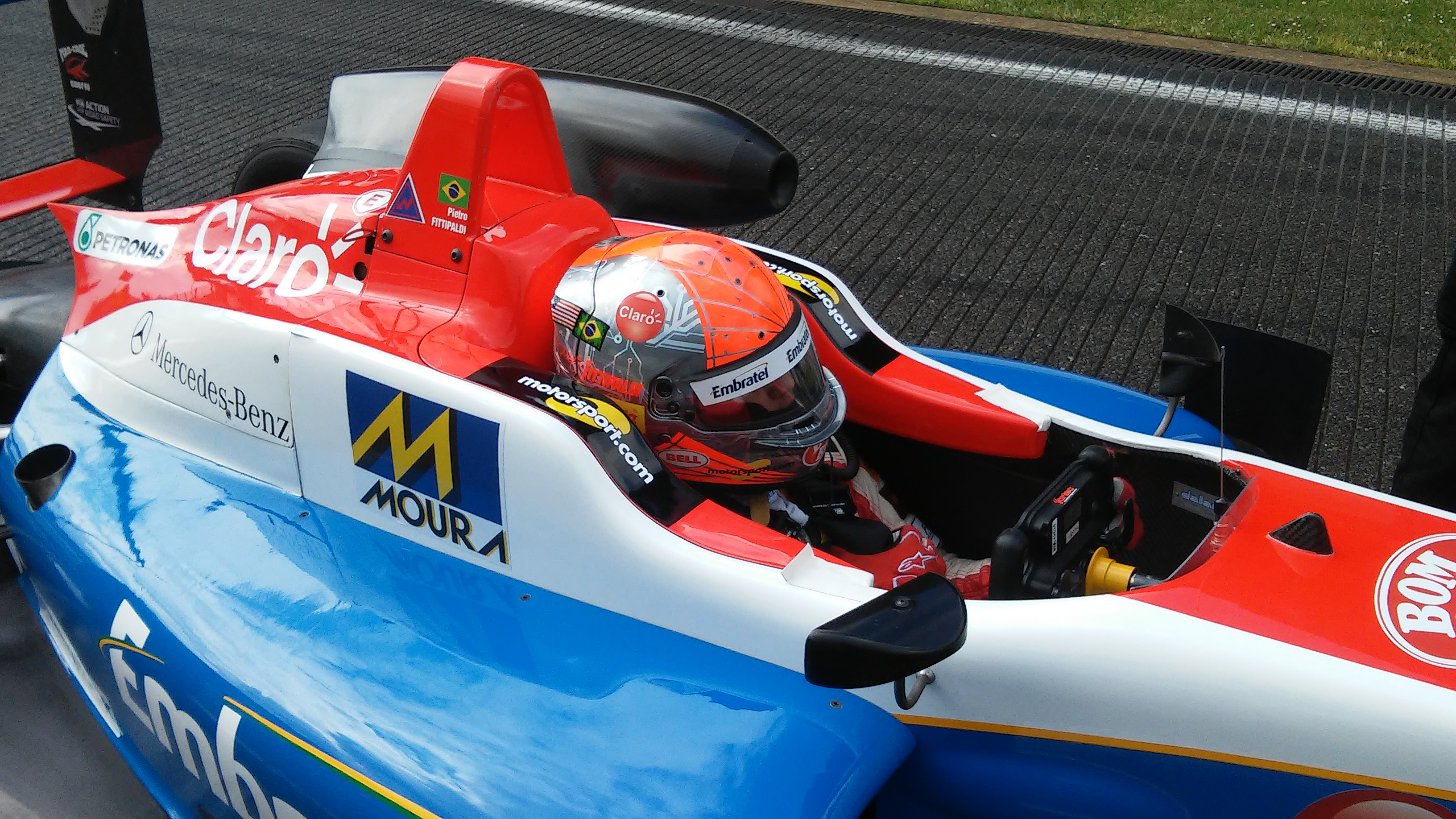
Fittipaldi en Spa-Francorchamps a la Fórmula 3 (2015).

Traslladant al vell continent l'any 2013, el pilot brasiler debuta en monoplaça quan corre a la Fórmula Renault - Copa Autun per l'equip Jamun Racing, on al campionat acaba en 6è lloc, el mateix any competeix a la Fórmula 4 britànica per la Mark Goodwin Racing, on torna a acabar en sisena posició.
En 2014, el pilot guanya el seu primer títol en la monoplaça, al guanyat la Protyre Formula Renault, obtenint 10 victòries i marcant 3 pole-positions i també disputeix la Fórmula Renault Alps on va finalitzar en 9è.
El 2015, competeix per primera vegada en una competició organitzada per la FIA, el Campionat d'Europa de Fórmula 3, per l'equip anglesa Fortec Motorsport, on al final de la temporada, finalitza en 16è lloc amb 32 punts.
A l'inici de l'any 2016, Pietro torna a ser campió, en la temporada 2015-16 de la MRF Challenge Formula 2000, on va guanyar quatre curses, fer dues pole-positions i anotar 9 podis.
En 2018, va disputar una cursa de la Super Fórmula Japonesa.

### Fórmula V8 3.5 Series

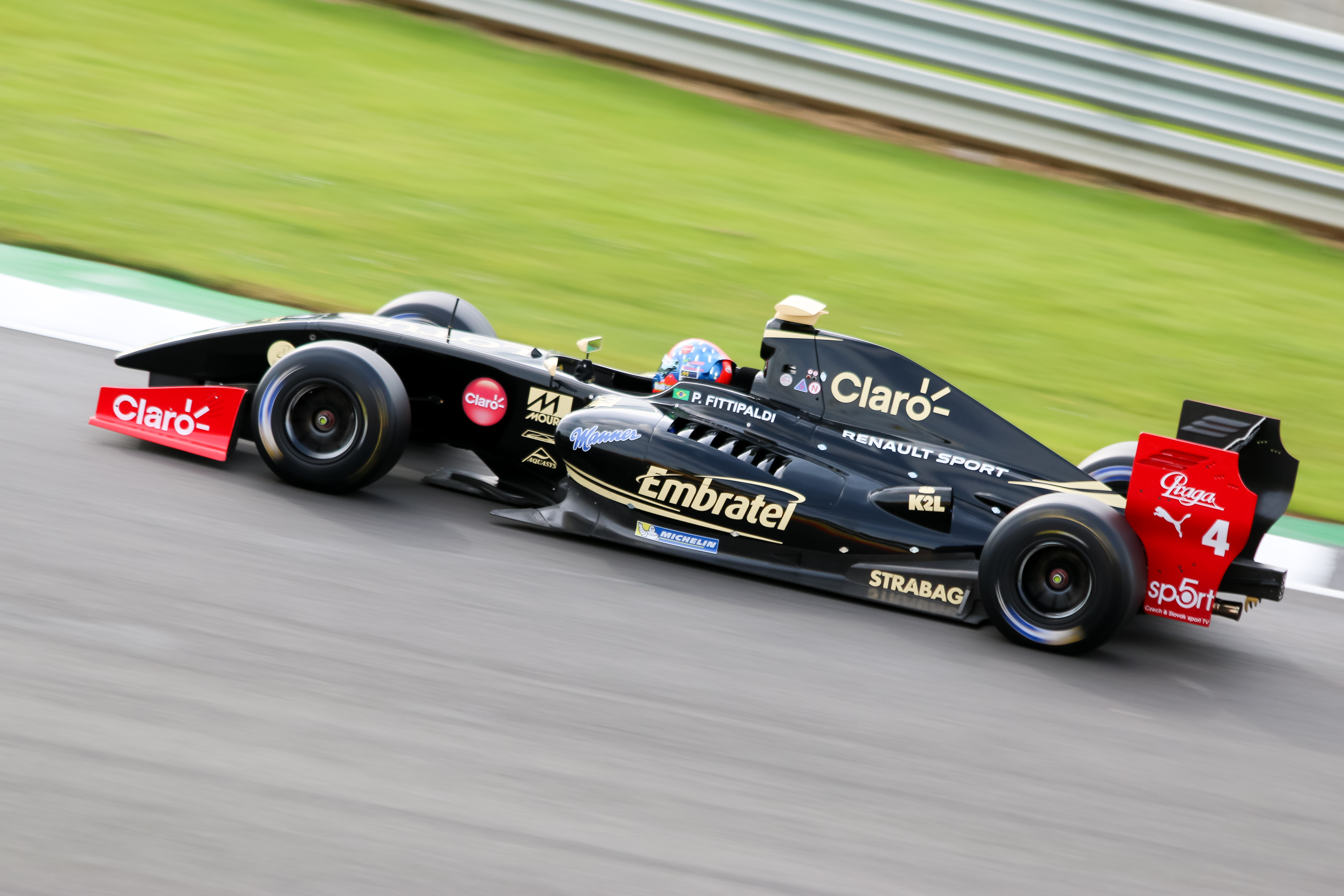
Pietro competint en la Fórmula V8 3.5 del 2017, on va s'tornar campió.

En el mesme any on va ser campió de la MRF Challenge, el pilot va el pilot comença a competir en la categoria que va fer un salt en la seva carrera, la Fórmula V8 3.5 Series, on va tornar a córrer per l'equip Fortec Motorsport corrent al costat del pilot suís Louis Delétraz que va finalitzar en segon en el campionat. Pietro al final de la temporada va finalitzar en 10è, amb un podi, vuit posicions per sota del seu company d'equip.
En l'any següent, canvia d'equip, anant a Lotus, que en realitat és l'equip tradicional txec Charouz Racing System, fent equip amb René Binder. El pilot comença guanyant les dues carreres inicials a Silverstone, i passa a guanyar quatre curses més, inclosa la dominació a Mèxic. Al final del campionat, Pietro es torna campió de la darrera temporada de la Fórmula V8 3.5 Series, l'antiga Renault Sport Series, amb sis victòries, 10 pole-positions i 10 podis i amb un bon avantatge sobre Matevos Isaakyan, que va quedar subcampió amb 44 punts i quatre posicions per sobre del seu company austríac.

### IndyCar Series

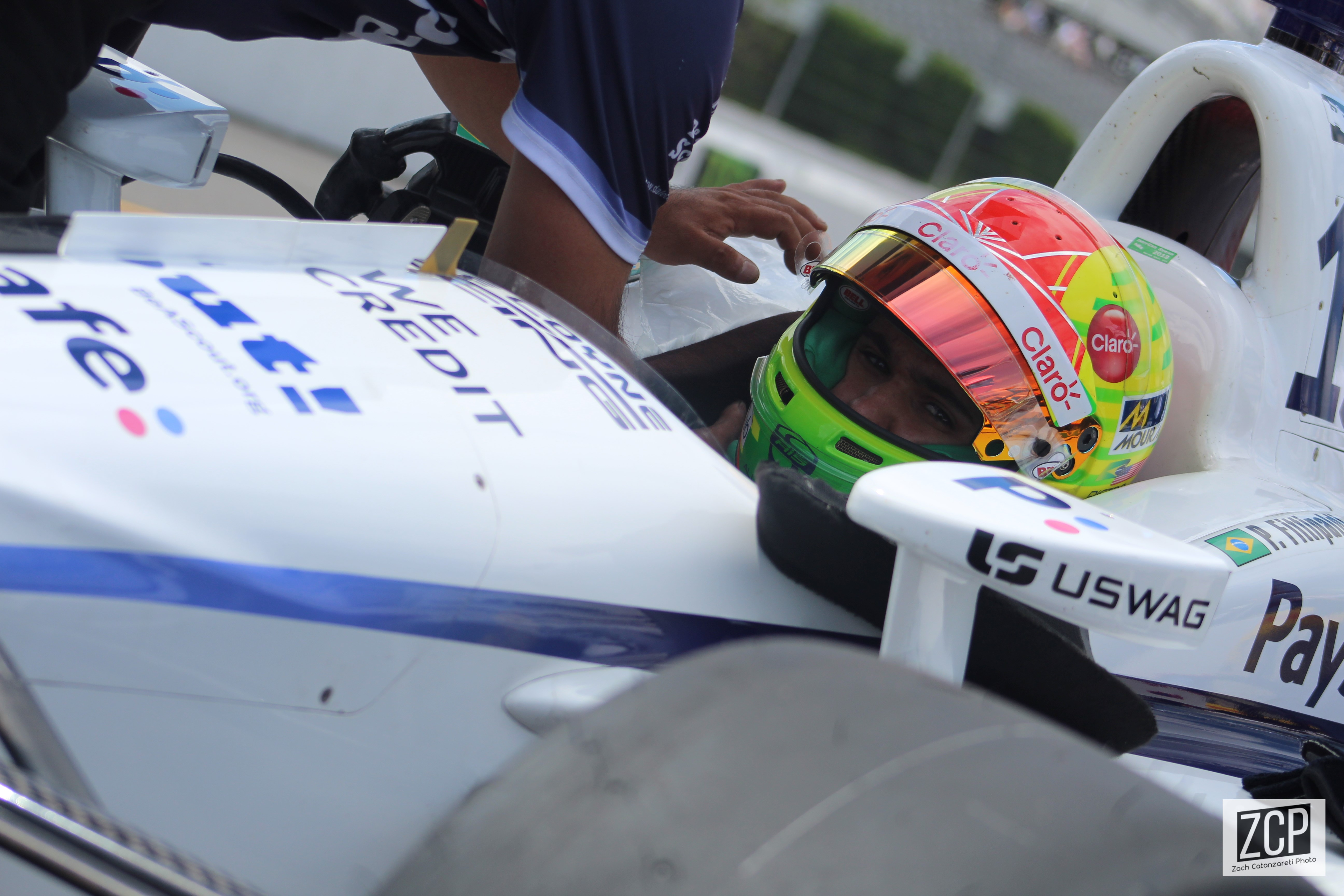
Pietro en acció a la IndyCar Series (2018).

#### Dale Coyne Racing (2018 i 2021)
En 2018, el pilot torna a disputar les competicions del teu país d'origen, al competir per l'equip Dale Coyne Racing de l'IndyCar Series, principal categoria nord-americana de monoplaces. El brasiler substitueix Zachary Claman DeMelo en sis curses, debutant al Gran Premi de Phoenix, més va retirar per problemes en el cotxe al col·lidir. Després de la seva recuperació de la fractura de la cama, Pietro torna a les últimes cinc carreres de la temporada, amb un moment destacat a Portland, ja que va acabar entre els deu primers. Al final de la temporada, acaba en 26è lloc amb 91 punts.
L'any 2021 tornarà a competir a IndyCar, amb el mateix equip, però competirà en curses ovalades, com les 500 Milles d'Indianapolis, mentre que el seu antic parcer d'Haas a la Fórmula 1 Romain Grosjean competirà en circuits urbans i de carretera. Els dos faran servir el mateix número, 51.

### Altres categories

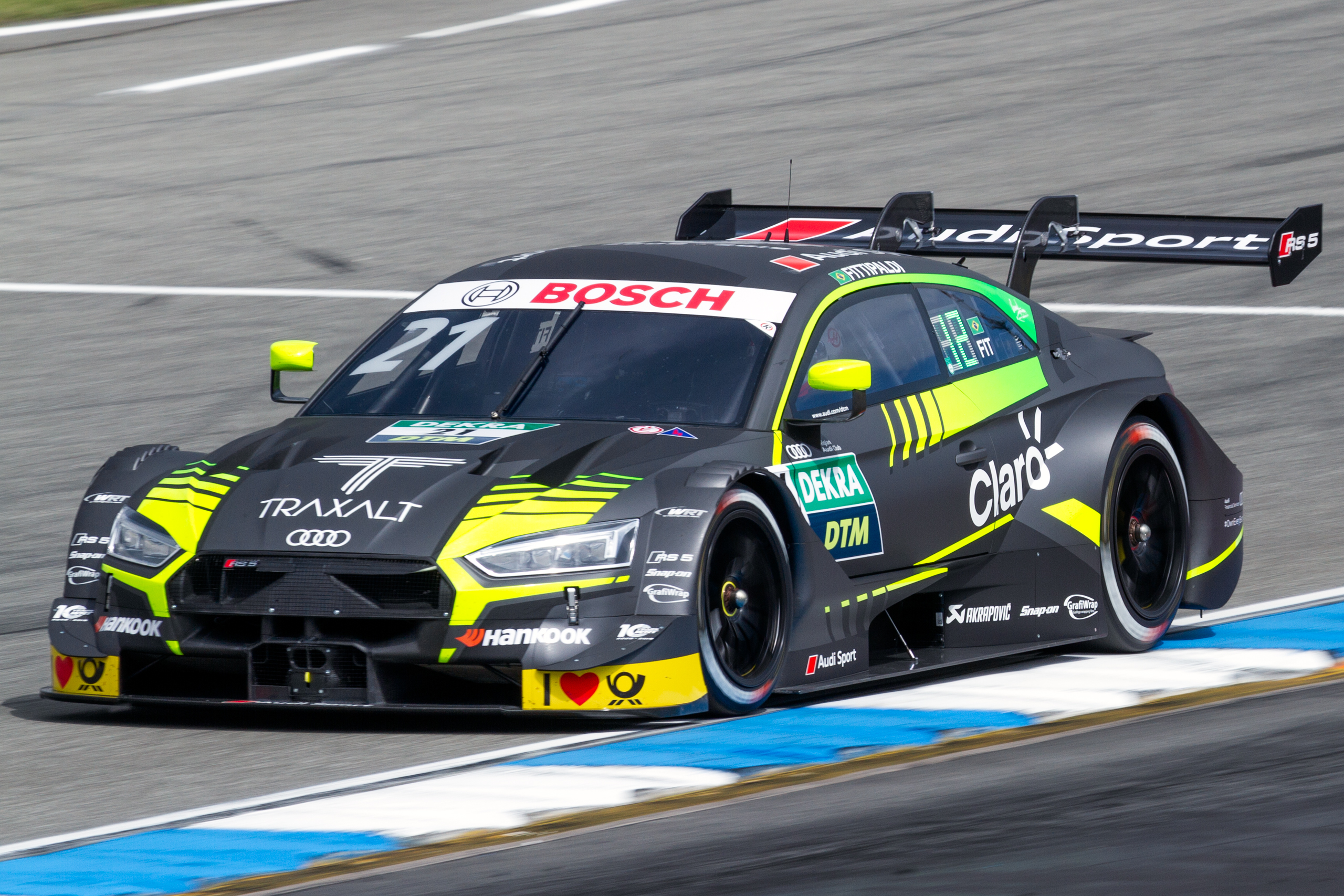
Fittipaldi a DTM en 2019.

En 2018, Pietro participa a les 6 Hores de Spa Francorchamps, però durant la classificació pateix un fort accident entre les corbes Eau-Rouge i Radillion, on es va fracturar les dues cames, retirant-se temporalment de les competicions d'automobilisme.
L'any 2019, disputeix el campionat de DTM per l'equip Audi Sport Team WRT, on al final, va terminar en 15è en la classificació general, amb 22 punts.
Al final d'aquest any, competeix pel Campionat Asiàtic de Fórmula 3, per l'equip Pinnacle Motorsport, i acaba la competició en 5è lloc, amb 119 punts i amb dret a podi. El brasiler competiria per la SuperFormula Japonesa el 2020, però el seu contracte es va rescindir a causa de la pandèmia de COVID-19 que va afectar l'automobilisme aquell any.
En 2021, disputeix una cursa de la Le Mans European Series i entre els anys 2021 i 2022, competeix per la StockCar Pro Series, famosa competició de cotxes de turisme brasilers.

### Fórmula 1
En octubre del 2014, després de guanyar una de les categories de la Fórmula Renault, Pietro és convidat per Ferrari a incorporar-se a la seva acadèmia de pilots després de fer una bona impressió a les proves promogudes per l'equip.

#### Haas (2019-)
La seva implicació amb la Fórmula 1 té lloc el novembre de 2018, quan Haas F1 anuncia el brasiler com a pilot de proves de l'equip. I el dia 27 del mateix mes, a les proves de la posttemporada a Abu Dhabi, el pilot fa la seva primera experiència amb el cotxe de la categoria. Durant les temporades 2019 i 2020, el pilot va participar en diverses proves, en pre i posttemporades i en la primera sessió d'entrenaments lliures en determinades curses.

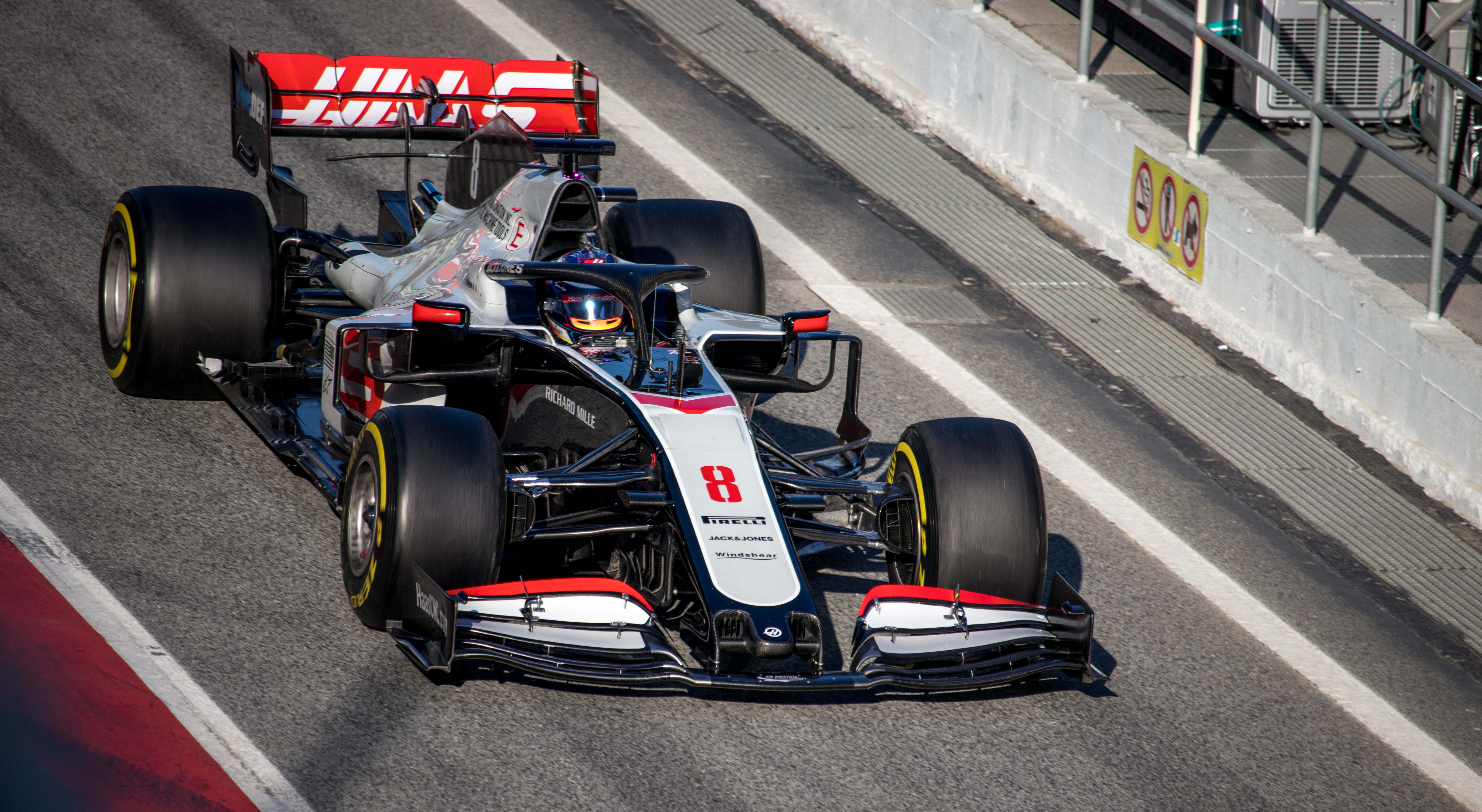
El Haas VF-20 de Romain Grosjean, cotxe en que Pietro el substituirà a les dues últimes curses en 2020.

Més en novembre del 2020, Fittipaldi és anunciat per l'Haas per les dues curses finals com el substitut del pilot Romain Grosjean, que va sofrir un greu accident al GP de Bahrain, on va patir cremades, essent salvat per l'Halo i la ràpida reacció en baixar del cotxe en flames. Finalment, debuta en la Fórmula 1 al GP de Sakhir, on es va classificar últim a la graella i va acabar la carrera al 17è. Amb això, Pietro es converteix en un altre pilot de la família Fittipaldi per córrer a la Fórmula 1, sent també el primer net d'un antic pilot a córrer en la categoria. Com que el pilot francès no es va recuperar de les cremades a temps per a l'última cursa de la temporada, Pietro continuaria per un altre Gran Premi, a Abu Dhabi, on amb el desfasament de temps a les parades, va ser el 19è i l'últim a passar la línia de meta.
El 2021, el brasiler tindria la possibilitat de prendre la posició de titular a l'equip nord-americà, però amb l'elecció de Mick Schumacher i Nikita Mazepin, els pilots que venien de la Fórmula 2, Pietro continua com a pilot de proves, amb l'eminència de substituir-ne un dels dos en cas d'absència de la graella.
En 2022, amb la sortida del pilot rus, les expectatives que Fittipaldi es fes càrrec finalment de la cabina de l'equip eren altes, però amb el retorn de Kevin Magnussen després de complir l'aportació econòmica necessària, Pietro es quedarà un any més com a pilot de proves, participant del primer dia de proves pretemporada al Bahrain.

## Resum de la carrera esportiva
| Temporada | Categoria                                  | Equip                                 | Curses          | Victòries       | Poles           | VR              | Podis           | Punts           | Pos.            |
| --------- | ------------------------------------------ | ------------------------------------- | --------------- | --------------- | --------------- | --------------- | --------------- | --------------- | --------------- |
| 2011      | NASCAR Whelen All-American Series          | Lee Faulk Racing                      | 20              | 4               | 3               | ?               | 13              | 400             | 1r†             |
| 2012      | NASCAR Whelen All-American Series          | Lee Faulk Racing                      | 23              | 1               | 2               | ?               | 3               | 355             | 5è              |
| 2013      | Campionat de Fórmula Renault Protyre       | Jamun Racing Services                 | 16              | 0               | 0               | 0               | 0               | 163             | 8è              |
| 2013      | Copa de Tardor de Fórmula Renault Protyre  | Jamun Racing Services                 | 3               | 0               | 0               | 0               | 1               | 45              | 6è              |
| 2013      | Campionat de Fórmula 4 BRDC                | MGR Motorsport                        | 18              | 1               | 0               | 1               | 1               | 165             | 15è             |
| 2013      | Campionat d'Hivern de Fórmula 4 BRDC       | MGR Motorsport                        | 8               | 0               | 0               | 0               | 3               | 127             | 6è              |
| 2014      | Campionat de Fórmula Renault Protyre       | MGR Motorsport                        | 15              | 10              | 3               | 7               | 12              | 431             | 1r              |
| 2014      | Fórmula Renault 2.0 Alpes                  | MGR Motorsport                        | 8               | 0               | 0               | 0               | 0               | 43              | 9è              |
| 2014      | Eurocopa de Fórmula Renault 2.0            | Koiranen GP                           | 2               | 0               | 0               | 0               | 0               | 0               | NC††            |
| 2015      | Campionat Europeu de Fórmula 3 de la FIA   | Fortec Motorsports                    | 33              | 0               | 0               | 0               | 0               | 32              | 17è             |
| 2015      | Masters de Fórmula 3                       | Fortec Motorsports                    | 1               | 0               | 0               | 0               | 0               | N/A             | 13è             |
| 2015-16   | MRF Challenge Fórmula 2000                 | MRF Racing                            | 14              | 4               | 2               | 2               | 9               | 244             | 1r              |
| 2016      | Fórmula V8 3.5 Series                      | Fortec Motorsports                    | 18              | 0               | 0               | 0               | 1               | 60              | 10è             |
| 2017      | World Series Fórmula V8 3.5                | Lotus                                 | 18              | 6               | 10              | 2               | 10              | 259             | 1r              |
| 2018      | IndyCar Series                             | Dale Coyne Racing                     | 6               | 0               | 0               | 0               | 0               | 91              | 26è             |
| 2018      | Campionat de Super Fórmula Japonesa        | UOMO Sunoco Team LeMans               | 1               | 0               | 0               | 0               | 0               | 0               | 22è             |
| 2018      | Fórmula 1                                  | Haas F1 Team                          | Pilot de proves | Pilot de proves | Pilot de proves | Pilot de proves | Pilot de proves | Pilot de proves | Pilot de proves |
| 2018-19   | Campionat Mundial de Resistència de la FIA | DragonSpeed                           | 0               | 0               | 0               | 0               | 0               | 0               | NC              |
| 2019      | Fórmula 1                                  | Rich Energy Haas F1 Team              | Pilot de proves | Pilot de proves | Pilot de proves | Pilot de proves | Pilot de proves | Pilot de proves | Pilot de proves |
| 2019      | Deutsche Tourenwagen Masters               | Audi Sport Team WRT                   | 15              | 0               | 0               | 2               | 0               | 22              | 15è             |
| 2019      | Deutsche Tourenwagen Masters               | Audi Sport Team Rosberg               | 2               | 0               | 0               | 0               | 0               | 22              | 15è             |
| 2019-20   | Campionat Asiàtic de F3                    | Pinnacle Motorsport                   | 15              | 0               | 0               | 0               | 3               | 119             | 5è              |
| 2020      | Fórmula 1                                  | Haas F1 Team                          | 2               | 0               | 0               | 0               | 0               | 0               | 23è             |
| 2021      | European Le Mans Series - LMP2             | G-Drive Racing                        | 1               | 0               | 0               | 0               | 0               | 6               | 26è             |
| 2021      | IndyCar Series                             | Dale Coyne Racing w/ Rick Ware Racing | 3               | 0               | 0               | 0               | 0               | 34              | 32è             |
| 2021      | Stock Car Pro Series                       | Full Time Bassani                     | 2               | 0               | 0               | 0               | 0               | 0               | NC††            |
| 2021      | Fórmula 1                                  | Uralkali Haas F1 Team                 | Pilot de proves | Pilot de proves | Pilot de proves | Pilot de proves | Pilot de proves | Pilot de proves | Pilot de proves |
| 2022      | Stock Car Pro Series                       | Full Time Bassani                     | Disputant-se    | Disputant-se    | Disputant-se    | Disputant-se    | Disputant-se    | Disputant-se    | NC††            |
| 2022      | Fórmula 1                                  | Haas F1 Team                          | Pilot de proves | Pilot de proves | Pilot de proves | Pilot de proves | Pilot de proves | Pilot de proves | Pilot de proves |
| 2022      | European Le Mans Series - LMP2             | Inter Europol Competition             | Disputant-se    | Disputant-se    | Disputant-se    | Disputant-se    | Disputant-se    | Disputant-se    | Disputant-se    |
| 2022      | 24 Hores de Le Mans - LMP2                 | Inter Europol Competition             | 1               | 0               | 0               | 0               | 0               | N/A             | 14è             |
| Font:     |                                            |                                       |                 |                 |                 |                 |                 |                 |                 |

- † Fittipaldi no va guanyar el campionat nacional; fou campió individual de pista de Hickory Motor Speedway.
- †† Com que Fittipaldi fou pilot convidat, no va poder sumar punts.

## Resultats

### World Series Fórmula V8 3.5
(Clau) (negreta indica pole position) (cursiva indica volta ràpida)
| Any  | Escuderia          | 1        | 2       | 3       | 4       | 5         | 6         | 7         | 8       | 9         | 10        | 11       | 12       | 13       | 14      | 15      | 16        | 17      | 18      | Pos. | Punts |
| ---- | ------------------ | -------- | ------- | ------- | ------- | --------- | --------- | --------- | ------- | --------- | --------- | -------- | -------- | -------- | ------- | ------- | --------- | ------- | ------- | ---- | ----- |
| 2016 | Fortec Motorsports | ALC 1 11 | ARA 2 9 | HON 1 8 | HON 2 8 | SPA 1 11† | SPA 2 10† | LEC 1 Ret | LEC 2 7 | SIL 1 6   | SIL 2 Ret | RBR 1 11 | RBR 2 11 | MNZ 1 11 | MNZ 2 4 | JER 1 9 | JER 2 12  | CAT 1 7 | CAT 2 3 | 10è  | 60    |
| 2017 | Lotus              | SIL 1    | SIL 2 1 | SPA 1 8 | SPA 2 6 | MNZ 1 9   | MNZ 2 4   | JER 1 2   | JER 2 1 | ALC 1 Ret | ALC 2 1   | NÜR 1 7  | NÜR 2 6  | MEX 1    | MEX 2 1 | COA 1 3 | COA 2 Ret | BHR 1 2 | BHR 2   | 1r   | 259   |

- † El pilot no va acabar el Gran Premi, però es va classificar al completar el 90% de la distància total.

### IndyCar Series
(Clau) (negreta indica pole position) (cursiva indica volta ràpida)
| Any  | Equip                                 | Motor | 1   | 2      | 3      | 4      | 5   | 6       | 7   | 8   | 9   | 10  | 11  | 12  | 13     | 14     | 15     | 16    | 17     | Pos. | Puntos |
| ---- | ------------------------------------- | ----- | --- | ------ | ------ | ------ | --- | ------- | --- | --- | --- | --- | --- | --- | ------ | ------ | ------ | ----- | ------ | ---- | ------ |
| 2018 | Dale Coyne Racing                     | Honda | STP | PHX 23 | LBH    | ALA    | IMS | INDY    | DET | DET | TXS | RDA | IOW | TOR | MDO 23 | POC 22 | GTW 11 | POR 9 | SNM 16 | 26è  | 91     |
| 2021 | Dale Coyne Racing y/ Rick Ware Racing | Honda | ALA | STP    | TXS 15 | TXS 21 | IMS | INDY 25 | DET | DET | ROA | MDO | NSH | IMS | GTW    | POR    | LAG    | LBH   |        | 32è  | 34     |

### Fórmula 1
(Clau) (negreta indica pole position) (cursiva indica volta ràpida)
| 2020  | Haas | AUT | STI | HON | GBR | 70A | ESP | BEL | ITA | TSC | RUS | EIF | POR | EMI | TUR | BHR | SHK 17 | ABU 19 | 23è | 0 |
| Font: |      |     |     |     |     |     |     |     |     |     |     |     |     |     |     |     |        |        |     |   |

### 24 Hores de Le Mans
| Año   | Equipo                    | Copilotos                                | Automòbil       | Clase | Voltes | Pos. | Pos. classe |
| ----- | ------------------------- | ---------------------------------------- | --------------- | ----- | ------ | ---- | ----------- |
| 2022  | Inter Europol Competition | David Heinemeier Hansson · Fabio Scherer | Oreca 07-Gibson | LMP2  | 364    | 18è  | 14è         |
| Font: |                           |                                          |                 |       |        |      |             |